# 俄柯河
俄柯河，是中国长江流域的一条河流，汇入雅砻江左岸，属于金沙江水系。河长85千米，流域面积2242平方千米，年均流量18立方米每秒。自然落差740米。水能理论蕴藏量4万千瓦。